# Constantin Striebel

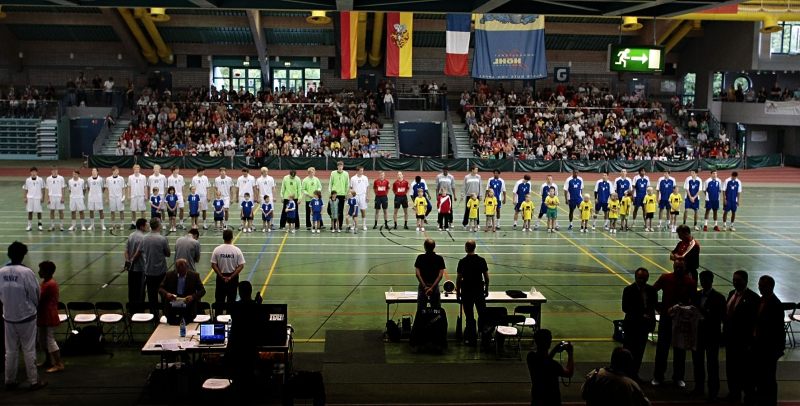
Länderspieldebüt gegen Frankreich in Aschaffenburg.

Constantin Striebel (* 26. Januar 1993 in Laupheim) ist ein deutscher Handballspieler. Der Rückraumspieler ist ehemaliger Jugendnationalspieler, hat die ozeanische Kontinentalmeisterschaft gewonnen und zwei Mal am IHF Super Globe in Katar (2014 und 2017) teilgenommen.

## Vereinskarriere
Striebel durchlief bis 2012 alle Jugendmannschaften des HV Rot-Weiß Laupheim. Bereits parallel zu seinem letzten Jahr B-Jugend stand Striebel im Kader des Landesligisten HV Rot-Weiß Laupheim. Im Folgenden erhielt er ein Doppelspielrecht und konnte im Männerhandball erstmals beim Drittligisten TSG Söflingen Fuß fassen. Im Sommer 2012 wechselte er zurück zu seinem Heimatverein HV Rot-Weiß Laupheim.
2014 folgte Striebel dem Ruf der australischen Mannschaft Sydney University Handball Club. Im Sydney Olympic Park gelang ihm der Gewinn der australischen U21-Meisterschaft, wobei Striebel im Halbfinale mit 18 Toren und im Finale mit 15 Toren einen entscheidenden Anteil daran hatte. Zudem wurde er als Torschützenkönig mit 44 Toren in drei Spielen zum Most Valuable Player (MVP) des Turniers gewählt. Einige Wochen später gelang ihm mit Sydney University Handball Club der Gewinn des Coupe des Clubs Champions d’Oceanie, der Champions League Ozeaniens, auf der Insel Neukaledonien. Dadurch qualifizierte sich Striebel mit Sydney University Handball Club für den IHF Super Globe 2014 in Doha (Katar). Seine beste Leistung zeigte er im Vorrundenspiel gegen den FC Barcelona, das allerdings dennoch mit 18:34 (12:15) deutlich verloren ging.
Seit der Saison 2014/15 stand er beim HV Rot-Weiß Laupheim unter Vertrag. Im Sommer 2017 wechselte er erneut zu Sydney University Handball Club. In Katar nahm der Handballer zum zweiten Mal mit dem australischen Meister am IHF Super Globe teil und belegte den achten Platz.

## Auswahlmannschaften
2006 wurde Striebel in die Auswahl des württembergischen Handballverbands berufen, von welchem er 2011 in den Kreis der verdienten Kaderspieler aufgenommen wurde. 2009 wurde er für die süddeutsche Auswahl seines Jahrgangs nominiert und bei der Sichtung des Deutschen Handballbundes in das All-Star-Team gewählt. 2009 wurde Striebel in die deutsche U18-Jugendnationalmannschaft berufen und debütierte am 8. Juli 2009 im Länderspiel gegen Frankreich.

## Erfolge
- Berufung in das DHB All-Star Team 2009
- Australischer U21-Meister und MVP 2014
- Gewinn der Ozeanienmeisterschaft 2014
- Sportler des Monats Oktober der Schwäbischen Zeitung 2015
- Qualifikation für die Klubweltmeisterschaft (IHF Super Globe 2014 und 2017)

## Sonstiges
Constantin Striebel ist in Laupheim, Baden-Württemberg, geboren und aufgewachsen. Er studierte an der WHU – Otto Beisheim School of Management und absolvierte ein Auslandssemester am International College of Management in Sydney (Australien). Derzeit macht er seinen Master of Business Administration an der Universität Ulm.